# Garde du Corps (Francia)
La Gardes-du-Corps fue la unidad militar principal de guardia personal del Rey de Francia en la caballería de la Maison du Roi dentro de la Maison militaire du roi de France.

## Historia

### Fundación

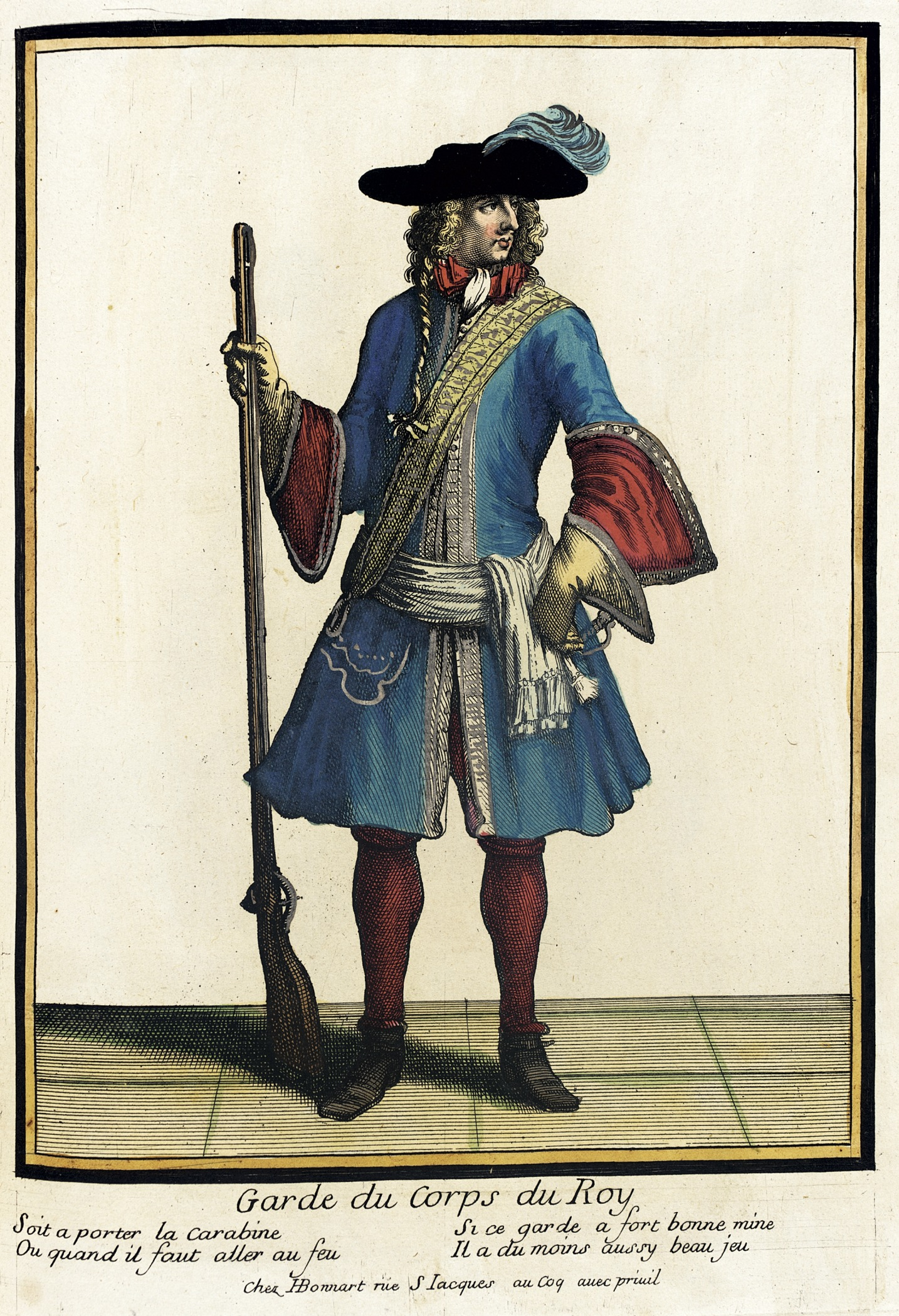
Guardia, 1685.

La unidad más antigua de la Garde du corps fue la compañía de arqueros escoceses, más tarde esta sería la primera compañía escocesa o Garde Écossaise, formada en 1419 de escoceses que lucharon por los franceses durante la guerra de los cien años. Esta unidad fue creada en una fecha incierta entre 1423 y 1448. Posteriormente, se formaron otras dos compañías francesas. Una última compañía se estableció el 17 de marzo de 1515. Cada una de las cuatro compañías inicialmente contaba con menos de cien hombres.

### Servicio activo
En la batalla de Fornovo durante las guerras italianas el Garde du Corps salvo al rey Carlos VIII de ser capturado por fuerzas enemigas. Más tarde, durante las guerras de Italia no pudieron salvar a Francisco I de ser capturado en la batalla de Pavía.
La última vez que el Garde du Corps estuvo en campaña fue durante la guerra de sucesión austriaca, porque el rey se encontraba presente. La última batalla en la que estuvo presente la unidad fue Lauffeld el 1 de julio de 1747.

### Composición y calidad militar

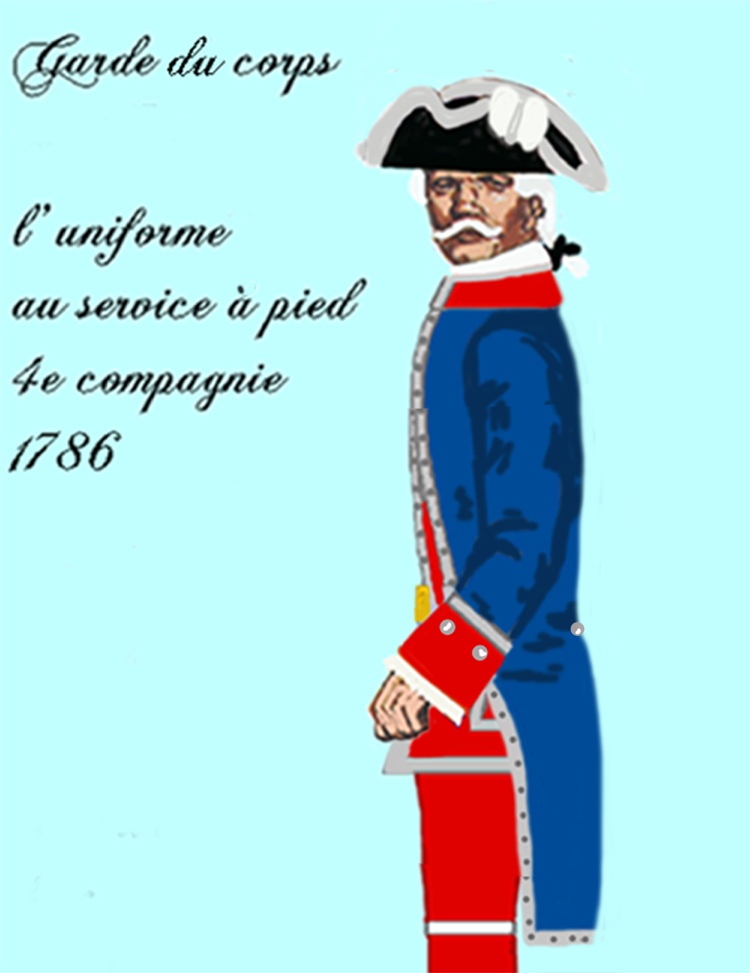
Uniforme de 1786.

A diferencia de otras unidades de la casa real, como la Guardia Francesa y la Guardia Suiza, la Garde du Corps era un cuerpo exclusivamente aristocrático. Incluso el rango y la clasificación provenían de familias con antecedentes sociales apropiados. Como tales, se destacaron por sus modales cortesanos, pero menos por su profesionalismo y habilidades militares.
Los guardias cortesanos individuales estacionados en Versalles no estaban sujetos a entrenamiento regular más allá del simulacro ceremonial, y los períodos prolongados de licencia eran comunes. Un informe crítico, fechado en 1775, concluyó que la Garde du Corps y otras "unidades distinguidas con sus propios privilegios son siempre muy costosas: luchan menos que las tropas de línea, generalmente son mal disciplinadas y mal entrenadas, y siempre tienen un vergonzoso desempeño en campaña ".  Los oficiales de la Garde du Corps les molestaba tener que usar uniformes (percibidos como una forma de librea de sirvientes) cuando estaban de servicio en Versalles y finalmente ganaron la concesión de aparecer en traje de civil con sus cinturones y espadas militares, excepto cuando estaban en un desfile.

### Revolución y Restauración

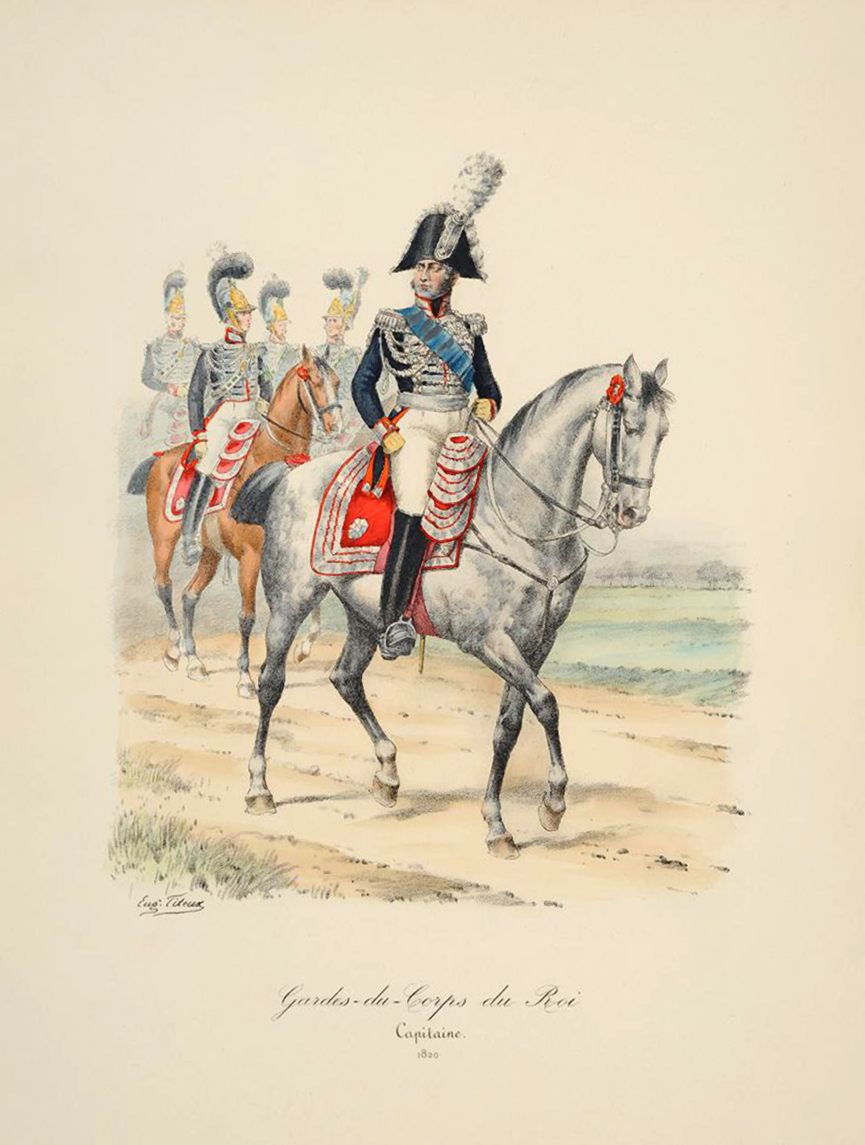
Capitán de la Garde du Corps, 1820.

La Garde du Corps participó notablemente en varios incidentes en las etapas iniciales de la revolución francesa. El 1 de octubre de 1789, los oficiales de la Garde organizaron un banquete para dar la bienvenida a sus colegas del regimiento de infantería de línea "Régiment de Flandre" del ejército real, que había sido llevado a Versalles para reemplazar a los desmantelados guardias franceses (Gardes Francais). Este último regimiento se había unido al ataque contra la Bastilla seis semanas antes. El banquete se informó en París como una provocación realista y una multitud enojada marchó sobre Versalles. Durante la noche del 5 de octubre, unos 500 miembros de la multitud irrumpieron en el palacio, matando a varios de los Gardes du Corps de servicio. Otros Gardes du Corps mantuvieron las puertas de los apartamentos reales hasta que los granaderos de la guardia nacional, en su mayoría ex Gardes Francais, restablecieron el orden. La Garde du Corps escapó por poco de la masacre y, desarmada, se vio obligada a acompañar a la familia real a París. La mayor parte de este regimiento aristocrático se dispersó a sus propiedades o al exilio.
La Garde du Corps se disolvió formalmente en 1791 junto con toda la Maison du Roi, excepto la desafortunada Guardia suiza. Después de la abdicación de Napoleón I en abril de 1814 y la restauración borbónica, Luis XVIII recreó la Garde du Corps con el resto de la Maison du Roi. Estas unidades desaparecieron durante el regreso de Napoleón, al comienzo de los cien días. 
Después de Waterloo y el regreso de la Casa de Borbón el Garde du Corps fue recreado nuevamente, casi la única unidad de la antigua Maison du Roi a la que se le dio una nueva oportunidad después del desempeño decepcionante de estos caros y militarmente obsoletos regimientos en 1815. El Garde du Corps, sin embargo, se reorganizó y se redujo en número a aproximadamente 1.500 hombres y se integró más estrechamente con el ejército regular. El Garde du Corps reconstituido sirvió a los Borbones con lealtad hasta que finalmente fue abolido, junto con todas las unidades de la guardia, por Luis Felipe en 1830 después de la Revolución de julio.

## Lema
El lema original de la Garde du Corps era Erit haec quoque cognita monstris, pero durante el reinado de Luis XIV cambió a Nec pluribus impar, que también era el lema personal del rey.
Las espadas de los guardias estaban inscritas con Vive le Roi.

## Organización
El número de guardias aumentó entre el reinado de Francisco I y el de Luis XIV de 400 a 1.600 hombres. En el siglo XVIII, los números finalmente se estabilizaron en alrededor de 1.500 hombres.
En 1737, cada compañía tenía 320 hombres, organizados en dos escuadrones y seis brigadas.

### 1.ª Compañía escocesa (Garde Écossaise)
A pesar del nombre, en el siglo XVI la compañía había dejado de ser puramente escocesa. Poco a poco, la compañía escocesa se convirtió en escocesa solo de nombre.

### 2.ª Compañía (1.ª Compañía francesa)
Luis XI, por edicto del 4 de septiembre de 1474, había instituido para la custodia de su persona una compañía de 100 hombres de armas franceses, bajo el mando de Héctor de Galard. Esta tropa fue conocida durante mucho tiempo bajo el apodo de gentilshommes au bec de corbin , porque llevaban un hacha equilibrada en su mango por una punta doblada.
Cada uno de estos caballeros debía mantener a su cargo dos arqueros. Por cartas de patente otorgadas en Rouen el 10 de junio de 1475, el rey eximió a estos caballeros del mantenimiento de los arqueros; los tomó en su paga y formó una compañía especial, que confió a Jean Blosset, Señor de Plessis-Pate. Esta compañía de arqueros fue llamaba la petite garde du roi , para distinguirla de la 1a compañía (guardia escocesa) que se designó oficialmente bajo el título de Cent lances des gentilshommes del hotel du Roy.
La petite garde servía a pie y a caballo.
Esta petite garde, fue transformada por Francisco I en compañía de 100 hombres de armas, la que se convirtió en 1515 en la primera compañía francesa de la Garde du Corps.
La compañía tenía su sede en Coulommiers.

### 3.ª Compañía (2.ª Compañía francesa)
Luis XI, satisfecho con los servicios de su petits gardes de la primera compañía francesa, creó en 1479 una segunda compañía similar y le dio el mando a Claude de La Chatre.
Devino, como la anterior en una compañía de guardias a principios del reinado de Francisco I.

### 4.ª Compañía (3.ª Compañía francesa)
A su accesión al trono, Francisco I poseía una compañía comandada por un teniente capitán, Raoul de Vernon, señor de Montreuilbouyn. También tenía un guardia personal al mando de Louis Leroy de Chavigny. Deseando tener cinco compañías de guardias, todas organizadas al pie de la compañía escocesa, transformó en 1515, como se dijo anteriormente, las dos compañías de arqueros de la pequeña guardia de Luis XI,  y agregó otras dos entrenadas con su guardias personales y con destacamentos de compañías de arqueros de Crussol y La Chatre.
En 1545 se remodeló la organización de las guardias, y se mantuvo solo cuatro compañías. Esta compañía por lo general fue acuartelada en Dreux.
|                                |
| Estandarte de la 1.ª Compañía. |

|                                |
| Estandarte de la 2.ª Compañía. |

|                                |
| Estandarte de la 3.ª Compañía. |

|                                |
| Estandarte de la 4.ª Compañía. |

## Gardes de la Manche
La Gardes de la Manche era un destacamento de élite formado como la guardia personal del rey por Carlos VII con hombres de la compañía de arqueros escoceses. La compañía escocesa proporcionó un destacamento especial de 24 guardias de la Manche (literalmente "Guardias de la manga") que estaban presentes cerca del rey durante ceremonias de la corte. El nombre se debe a que debían estar cerca del monarca, rozando su manga; eran los miembros más antiguos de la compañía escocesa, y en 1775 su número disminuyó a 18. Los guardias de la Manche se distinguían por vestir una casaca roja bordada de oro blanco, en lugar de la casaca azul, rojo y plateada del resto de la Guardia de Corps. El capitán del Garde de La Marche fue llamado el primer hombre de armas de Francia.

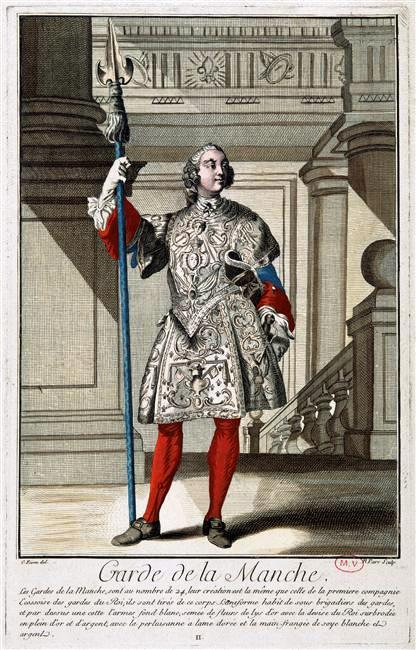
Garde de la Manche (época de Luis XV).
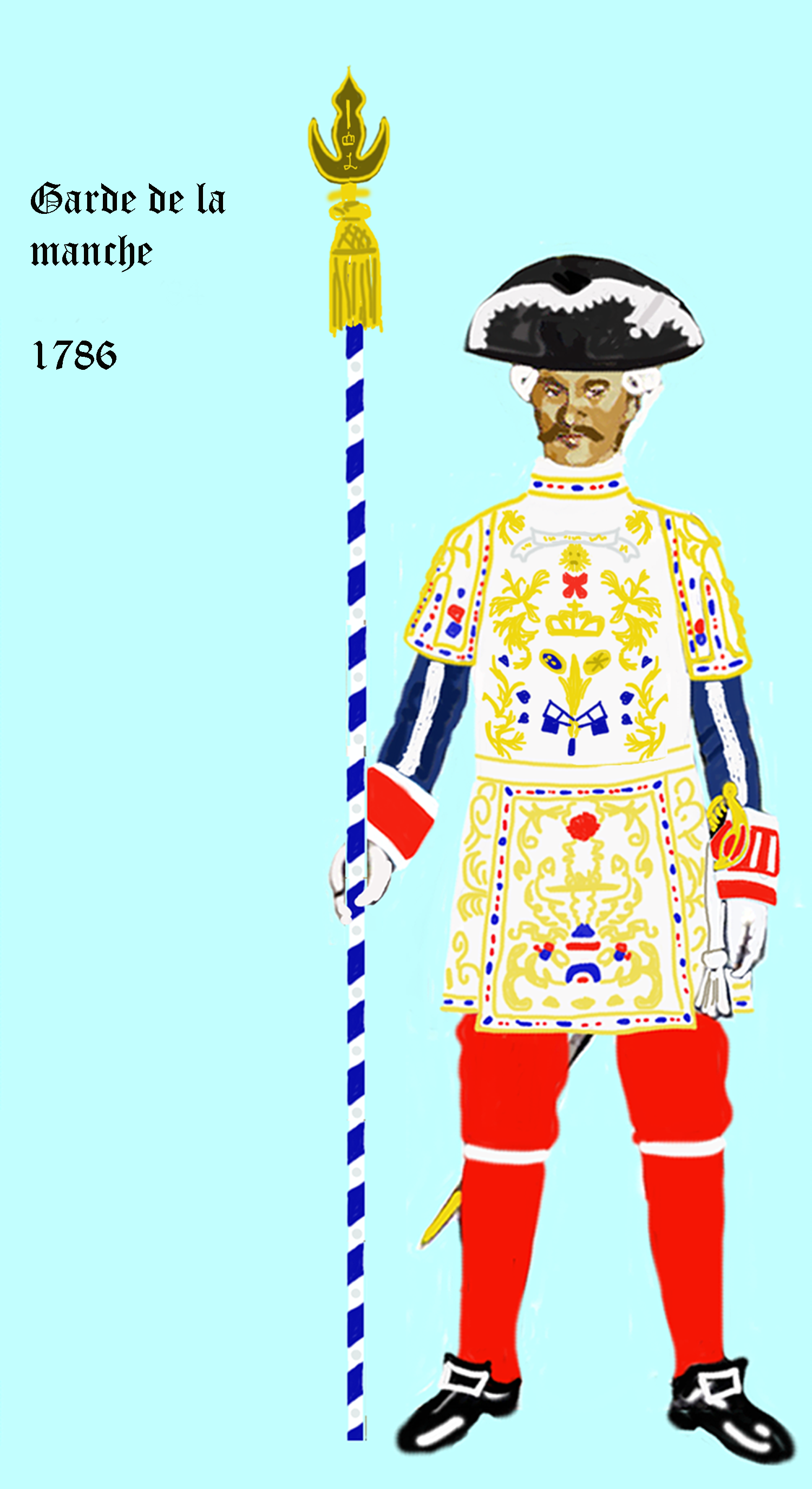
Garde de la manche 1786
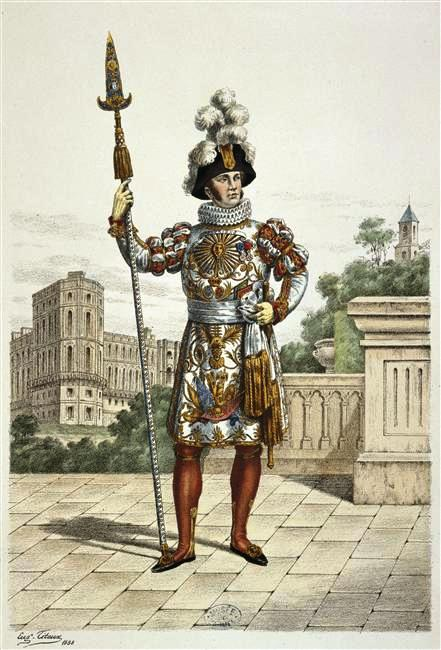
Garde de la Manche, 1814-1830.

## Imágenes

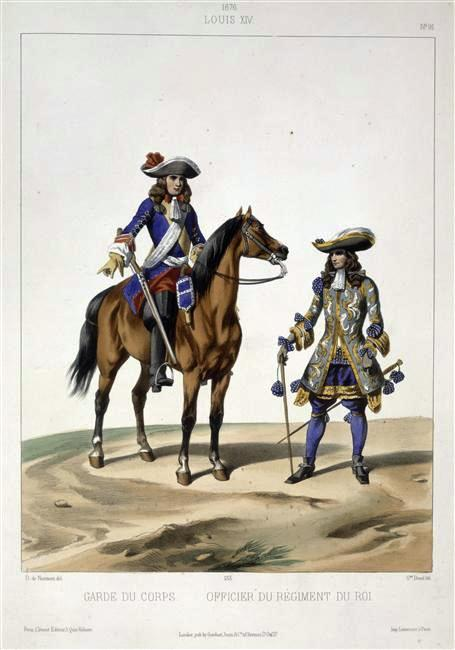
Garde du corps y un oficial del regimiento del rey, 1676.
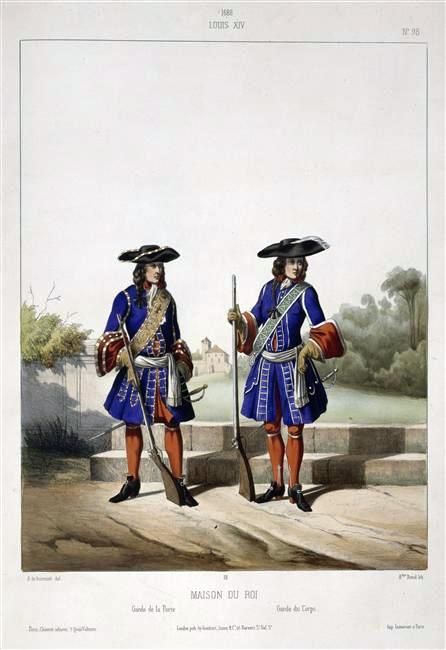
Garde, 1688.
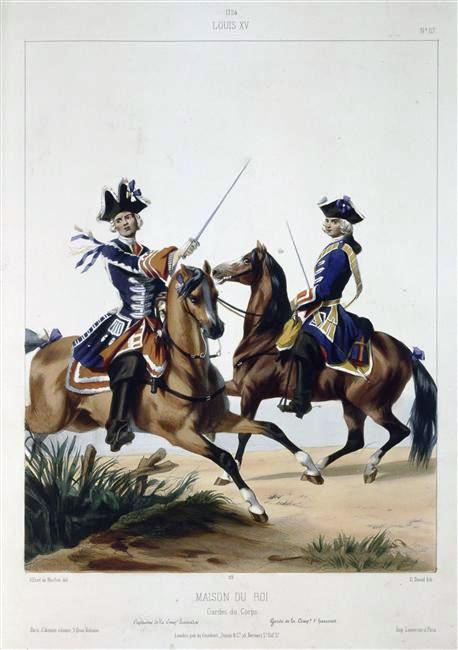
Gardes du Corps, 1724.
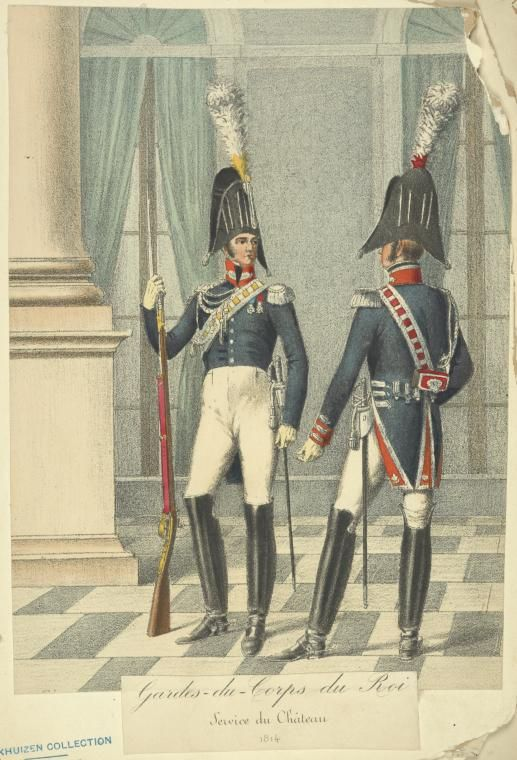
Gardes du Corps du Roi, 1814.
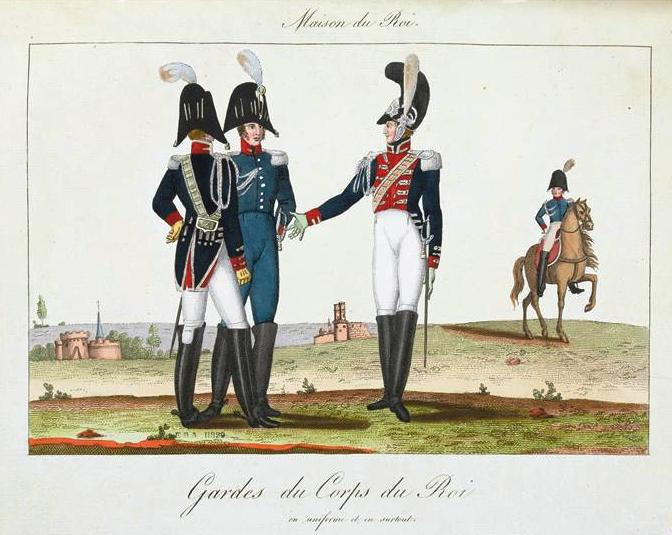
Gardes du Corps en el periodo de la restauración.